# Lomechusoides drobovi
Lomechusoides drobovi (лат.) — вид мирмекофильных жуков-стафилинид из подсемейства Aleocharinae. Назван в честь коллектора типовой серии (В. Н. Дробов), собравшего голотип самки в 1914 году.

## Распространение
Якутия (река Чoна от устья Окунайки до Россурях, Вилюйский окр., Восточная Сибирь, Россия).

## Описание
Коротконадкрылые жуки, длина около 4,65 мм. Тело светло-красновато-коричневое, за исключением коричневых передней части лобного срединного вдавления, наличника, лабрума, усиков, узкого заднего края переднеспинки, переднего края видимых тергитов II—VII и переднего края видимых стернитов V—VII (коричневого цвета).
Брюшко: видимый тергит II плотно пунктирован и сетчатый, видимые тергиты III—V с редкой пунктировкой и сетчатостью только по заднему краю, видимые тергиты VI—VII по заднему и боковым краям мелко и редко пунктированы, задняя часть лишена пунктировки, видимые тергиты II—VII неравномерно микроскульптурированы. От наиболее близкого вида L. chekanovskiyi таксон L. drobovi отличается формой пронотума, наличием вдавления на метавентральном отростке и формой сперматеки. От L. poppiusi он отличается более темным цветом головы, а от L. inflatiformis и L. inflatus — одноцветным пронотумом. Вид был впервые описан в 2023 году группой энтомологов из Словакии (Tomáš Jászay, Peter Hlaváč) и Чехии (Petr Baňař).